# Hala Widowiskowo-Sportowa Centrum w Dąbrowie Górniczej
Hala Widowiskowo-Sportowa Centrum – hala widowiskowo-sportowa w Dąbrowie Górniczej, w Polsce. Została otwarta w 2004 roku. Obiekt może pomieścić prawie 3000 widzów. Swoje spotkania na co dzień rozgrywają na niej siatkarki MKS Dąbrowa Górnicza oraz sekcja koszykarzy z tego klubu.
Hala zlokalizowana jest w Parku Hallera i otwarcia dokonano 2 listopada 2004 roku (budowę rozpoczęto w 2003 r.). Powierzchnia areny sportowej (1900 m2) pozwala na jednoczesne rozłożenie 3 boisk do siatkówki.
Dodatkowe zaplecze:
- szatnie z węzłami sanitarnymi,
- zespół saun (suche i parowe),
- sala treningowa
- siłownia
- oddzielna hala z kortem tenisowym
- kawiarnia z tarasem
- parking naziemny na 110 miejsc i garaż podziemny na 70 samochodów osobowych

Obok hali znajduje się również aquapark Park Wodny Nemo.
W październiku 2021 r. na podstawie uchwały Rady Miejskiej w Dąbrowie Górniczej hala otrzymała imię Zygmunta Cybulskiego – zawodnika, trenera i sędziego koszykówki, który zapoczątkował jej rozwój Dąbrowie Górniczej i dzięki którego staraniom w mieście powołana została sekcja koszykówki pod nazwą MMKS.